# Ilex xizangensis
Ilex xizangensis är en järneksväxtart som beskrevs av Y.R. Li. Ilex xizangensis ingår i släktet järnekar, och familjen järneksväxter. Inga underarter finns listade i Catalogue of Life.